# قصر الجازية

المعلم بعد ترميمه

قصر الجازية هو عن معلم ورمز وايقونة ذات تحفة وهندسة معمارية اقرب منها إلى العمارة القرطاجية وتنسب إلى أميرة الاسطورة الجازية المشهورة
ويقع المعلم ببلدية المحمل ولاية خنشلة بالجزائر وبالتحديد بقرية أولاد عز الدين تحت احداثيات [ 14.05. ° 7 شرقا] و [ 19.20. °35 شمالا] 
ويصل ارتفاعه إلى ما يقرب 7 متر وقاعدته تربو عن 4متر مربع وهوا ذو شكل سداسي به تجويف وعمودين مزخرفين من الأعلى ذات زخرفة رومانية
ويحيط بالمعلم الكثير من الحجارة المنقوشة بالكتابة اللاتنية القديمة والاشكال الهندسية المميزة اما عن سنة تشيده فيعزي القائمون عليه ان تشيده كان في القرن الثالث ميلادي أي قبل 1700 سنة مضت  ويعز البعض ان المعلم ضريح سيداس الروماني  وتعتزم اليونيسكو تقييم المعلم وتقيمه لدخول تراثها من عدمه

بوابة صغيرة في الحائط الجانبي الأيمن للضريح

حجر وجد قرب الضريح عليه كتابة لاتينية